# Hewitsonia boisduvalii
Hewitsonia boisduvalii is een vlinder uit de familie van de Lycaenidae. De wetenschappelijke naam van de soort is voor het eerst geldig gepubliceerd in 1869 door Hewitson.